# Itaju do Colônia
Itaju do Colônia est une municipalité brésilienne de l'État de Bahia et la Microrégion d'Ilhéus-Itabuna.